# Flughafen Nürnberg

i7
i11
i13
Der Flughafen Nürnberg „Albrecht Dürer“ (IATA-Code: NUE, ICAO-Code: EDDN) ist der internationale Flughafen der Stadt Nürnberg sowie der gleichnamigen Metropolregion und zweitgrößter Flughafen im Freistaat Bayern. Er nahm 1955 als Ersatz für den bei Luftangriffen im Zweiten Weltkrieg zerstörten Flughafen Nürnberg-Marienberg seinen Betrieb auf.
Der Flughafen rangierte nach Fluggästen 2024 auf Platz neun der Flughäfen Deutschlands. Das Jahr 2018 war mit über 4,4 Millionen das Jahr mit dem bisher größten Passagieraufkommen an diesem Flughafen. Im Jahr 2024 wurden etwas mehr als 4,0 Millionen Passagiere vermeldet.
Die Betreibergesellschaft ist die Flughafen Nürnberg GmbH, Gesellschafter sind die Stadt Nürnberg (50 %) und der Freistaat Bayern (50 %).

## Lage und Verkehrsanbindung

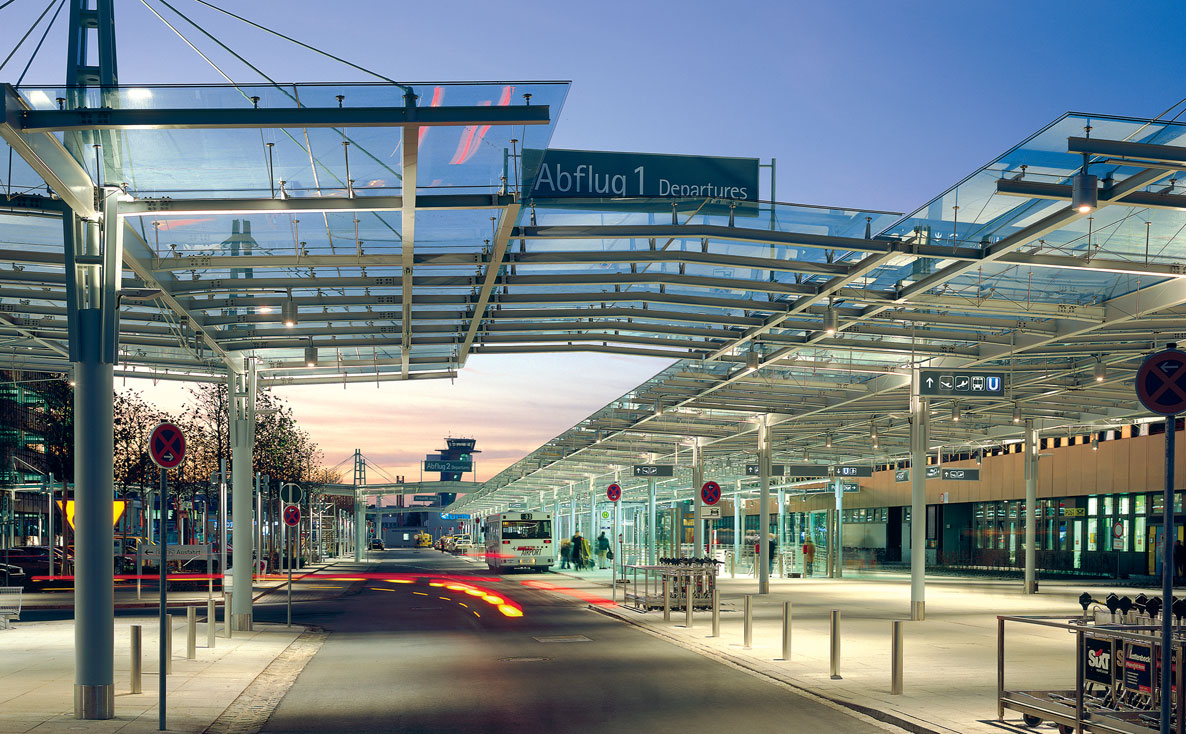
Zufahrt zum Flughafen Nürnberg

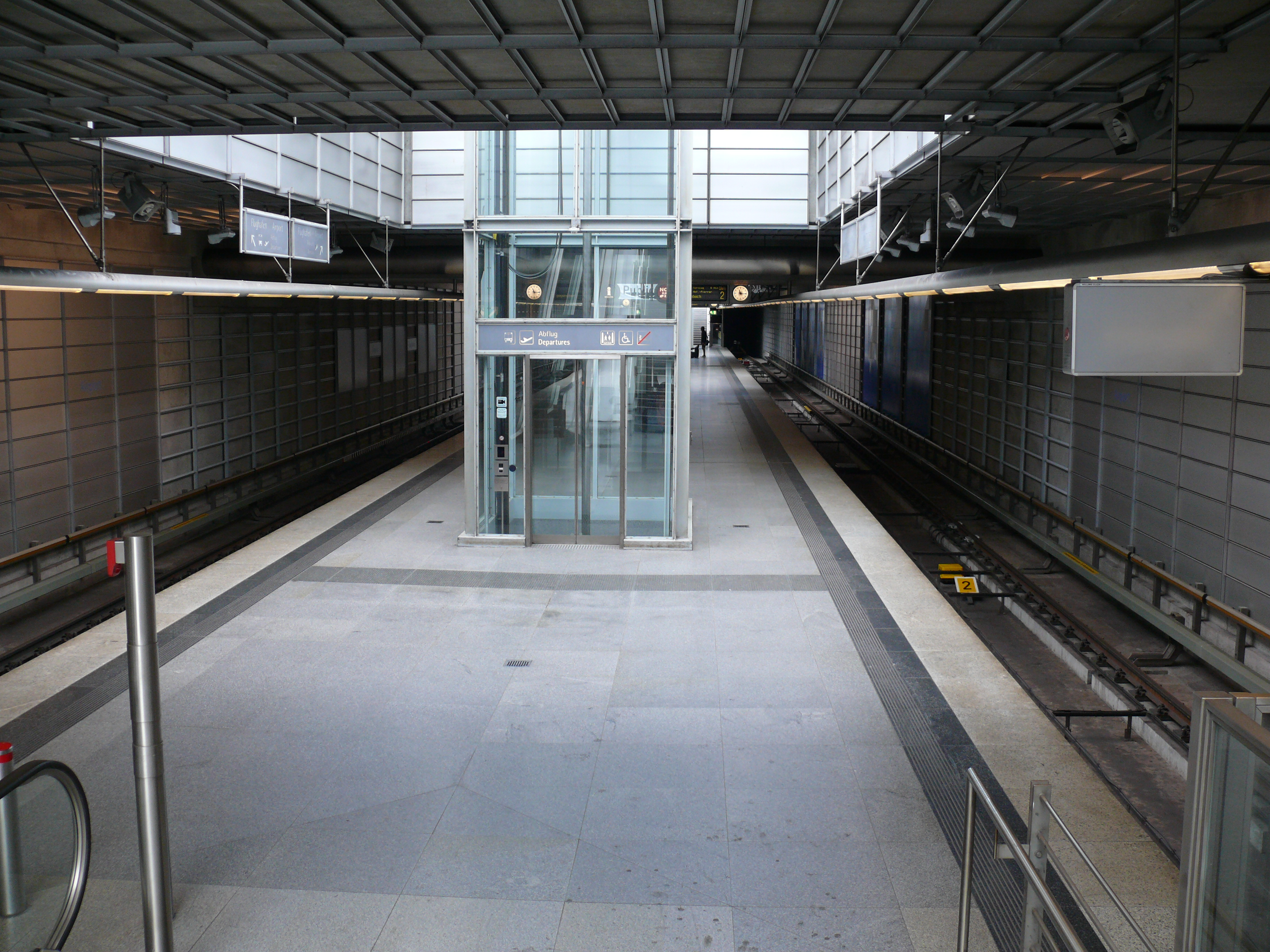
U-Bahnhof Flughafen (Linie U2)

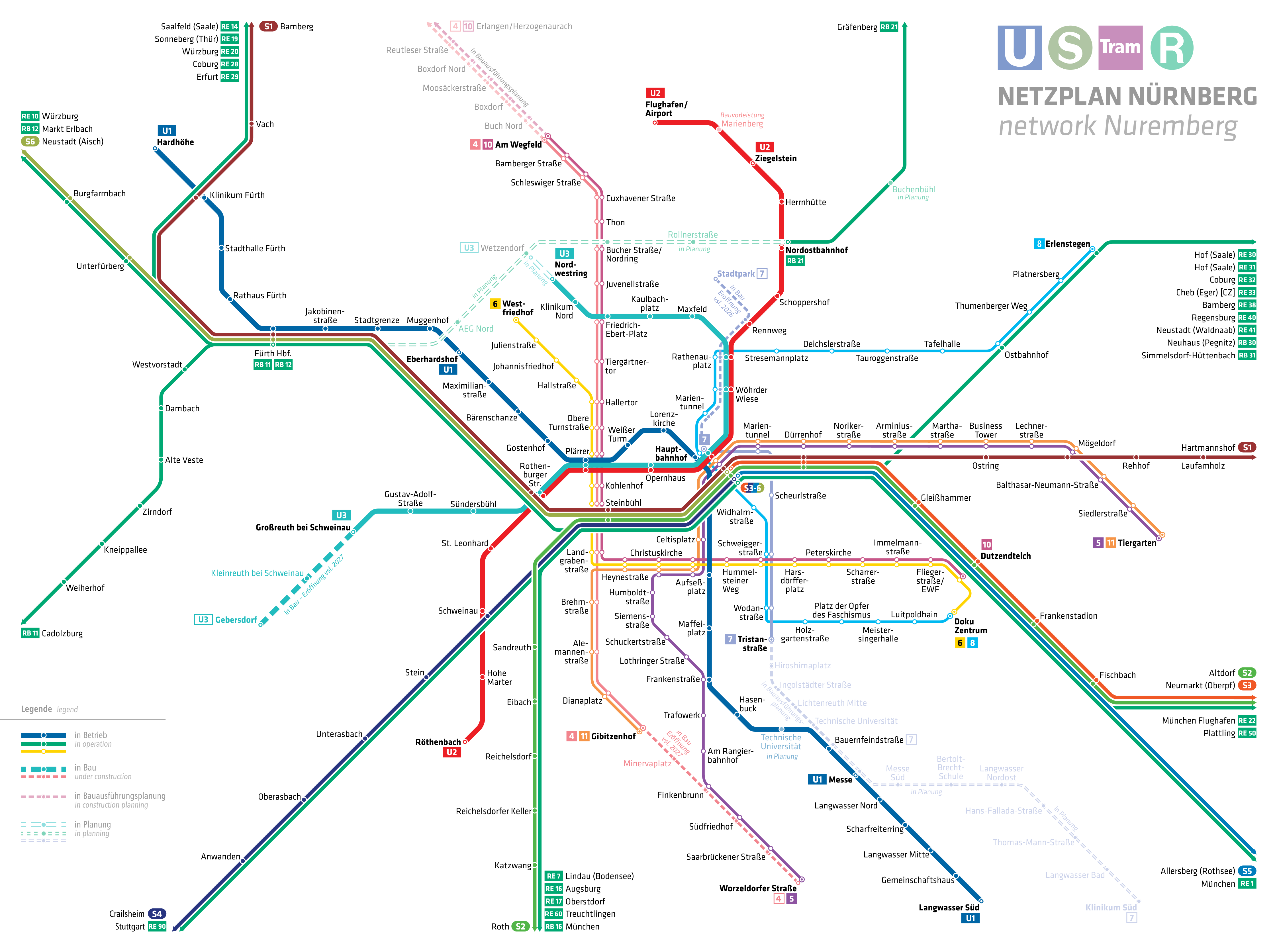
Anbindung an den öffentlichen Schienenpersonennahverkehr über die Linie U2 (rot)

Der Flughafen befindet sich sieben Kilometer nördlich der Stadtmitte. Vom U-Bahnhof Flughafen verkehrt die U-Bahn-Linie U2 in Richtung Innenstadt und den Südwesten der Stadt. Seit Stilllegung des Flughafens Tempelhof ist der Flughafen Nürnberg der einzige in Deutschland mit einer U-Bahn-Anbindung. Die Fahrtzeit zum Hauptbahnhof beträgt zwölf Minuten. Die Buslinien 30 und 33 verbinden den Flughafen mit dem Nürnberger Nordwesten, dem Knoblauchsland, der Straßenbahn-Wendeschleife „Am Wegfeld“ (Linie 4), dem Erlanger Süden und der Innenstadt sowie dem Fürther Rathaus und Hauptbahnhof, mit Anbindung an die U-Bahn-Linie U1 und das Fürther Busnetz. Zwischen „Am Wegfeld“ und dem Flughafen überlagern sich die Linien 30 und 33 tagsüber zu einem Zehn-Minuten-Takt. Die U2 verkehrt ebenfalls alle zehn Minuten zum Flughafen. In Nächten zu Wochenenden und Feiertagen bedient der NightLiner N12 den Flughafen. Die Buslinien 30 und 33 benutzen dabei Straßen, welche für den MIV gesperrt sind, um eine besonders schnelle und direkte Verbindung anbieten zu können.
Der Flughafen ist über die Flughafenstraße an die Marienbergstraße angebunden. Diese verläuft in Ost-West-Richtung und endet im Westen an der Bundesstraße 4 und im Osten in Ziegelstein. Von dort erreicht man über den Bierweg die Bundesstraße 2. Über die beiden Bundesstraßen ist die Bundesautobahn 3 zu erreichen.
Taxis stehen rund um die Uhr bereit (direkt vor der Ankunftshalle). Die Fahrzeit in die Innenstadt beträgt ca. 15 Minuten. Die Autovermieter Enterprise, Avis, Europcar und Sixt sind ebenfalls am Flughafen Nürnberg vertreten (Ankunftshalle).
Der Flughafen gehört zum gleichnamigen statistischen Bezirk 87 Flughafen der Stadt Nürnberg. Östlich der Landebahn schließt sich der Stadtteil Buchenbühl an, westlich davon der Stadtteil Kraftshof im Süden schließen sich Almoshof und Mooshof an. Im Norden ist die Grenze des Flughafenbereichs fast deckungsgleich mit der Nürnberger Stadtgrenze zum Sebalder Reichswald bzw. zum gemeindefreien Gebiet namens Kraftshofer Forst im Landkreis Erlangen-Höchstadt.

### Diskussion über Autobahnanbindung
Für die Flughafen-Nordanbindung als direkte Anbindung an die Bundesautobahn 3 mit Untertunnelung der Start- und Landebahn wurde das Raumordnungsverfahren 2006 abgeschlossen. Das Planfeststellungsverfahren wurde von Protesten der Anwohner begleitet.
Das Projekt wird voraussichtlich 52 Millionen Euro kosten. Ziel ist es, die Anwohner an der bisherigen Zufahrt durch den Ortsteil Ziegelstein zu entlasten. Außerdem wird als Grund für den Bau des Autobahnanschlusses angegeben, dass der Flughafen Nürnberg nur dann wettbewerbsfähig bleiben kann, wenn er erweitert wird. Der Autobahnanschluss soll ein weiterer Schritt zur Internationalisierung sein.
Das Bündnis „Nein zur Flughafen-Nordanbindung!“ kritisiert, dass der als Bannwald geschützte Sebalder Reichswald zerschnitten würde und zweifelt an der Wirtschaftlichkeit des Projektes, da die bisher einzige Zufahrt über die Flughafenstraße im Jahr 2003 mit 35,5 % eher gering ausgelastet war.
Der Bund Naturschutz zweifelt zudem an, dass die Erreichbarkeit des Flughafens Nürnberg verbessert werden muss. Die Industrie- und Handelskammer für Mittelfranken weist in einer Pressemitteilung vom 29. Januar 2010 auf die aus ihrer Sicht bestehende Notwendigkeit der Autobahnanbindung des Flughafens Nürnberg hin. Am 3. Februar 2010 beschloss der Nürnberger Stadtrat auf Antrag der SPD ein Realisierungsmoratorium bis zum Jahr 2013. Die Regierung von Mittelfranken hat am 15. Februar 2012 den Planfeststellungsbeschluss für die Nordanbindung mit der aufschiebenden Bedingung erlassen, zunächst eine Vorbelastung des Flughafenareals durch Polyfluorierte Tenside zu sanieren. Diese Sanierungsmaßnahmen zur Beseitigung der Belastung des Grundwassers auf dem Flughafengelände begannen 2015. Der Abschluss der Grundwasserreinigung wird für das Jahr 2028 erwartet.

## Daten und Zahlen
- Vorfeld: 246.845 m²
- Hallenvorfelder: 9484 m²
- Abstellpositionen für Flugzeuge: 37
- Gebäudenahe Abstellpositionen: 6 (davon 4 mit Fluggastbrücken)
- Fluggast-Terminal: zwei Abflughallen, eine Ankunftshalle
- Parkplätze: 10.290[20]
- Luftfrachtzentrum (Lagerfläche): 14.400 m²[21]
- Betriebszeit: 24 Stunden[22]

## Geschichte

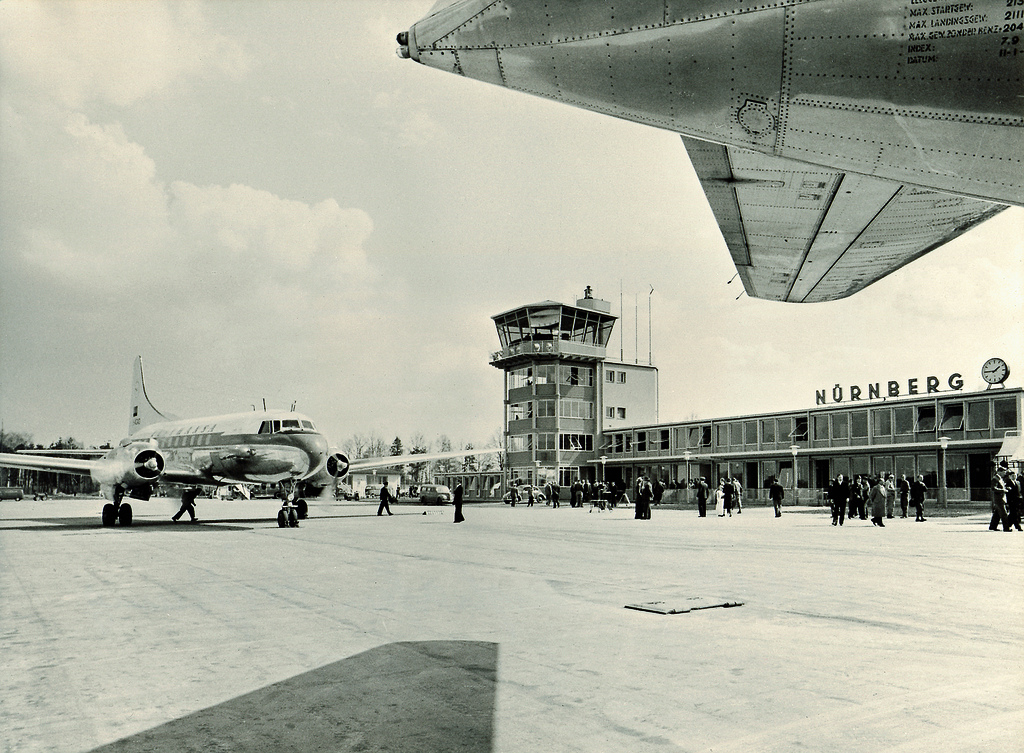
Eröffnungstag, 6. April 1955

### Vor Eröffnung des heutigen Flughafens
Im Jahr 1933 wurde der erste Nürnberger Flughafen am Marienberg (heute Volkspark Marienberg) eingeweiht; zuvor diente der 1918 eingeweihte und heute nicht mehr existierende Flughafen Fürth-Nürnberg in Atzenhof (ab 1928: Flughafen Nürnberg-Fürth) als Anbindung. Im Jahr 1943 wurde der Flughafen am Marienberg zerstört. Nach dem Zweiten Weltkrieg wurde von der amerikanischen Besatzungsmacht die Große Straße des ehemaligen Reichsparteitagsgeländes als provisorische Start- und Landebahn genutzt. Von 1950 bis zur Fertigstellung des heutigen Flughafens 1955 diente der Industrieflughafen in Fürth, der ehemalige Werksflugplatz der Bachmann, von Blumenthal & Co. KG, unter dem erneuten Namen Flughafen Nürnberg-Fürth als Übergangslösung. Dieser Flughafen befand sich in der Nähe des heutigen U-Bahnhofs Hardhöhe, woran eine kleine Plakette im Zugangstunnel erinnert.

### Am heutigen Standort

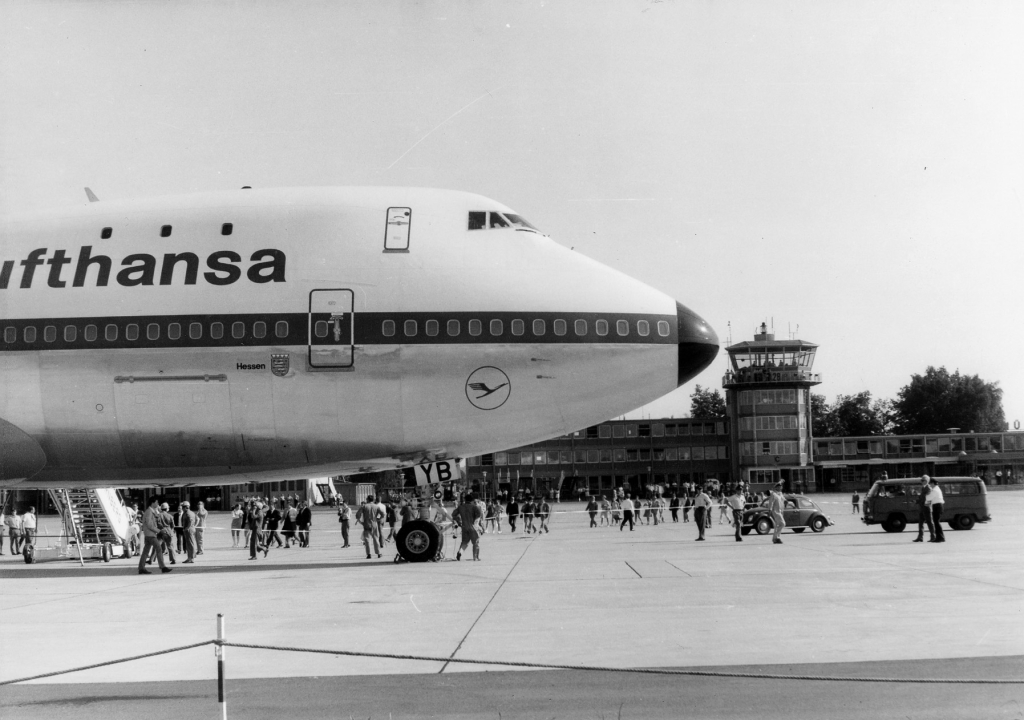
Erstlandung einer Boeing 747 im Jahr 1970 – das hier zu sehende Flugzeug verunglückte bei Lufthansa-Flug 540 vier Jahre später.

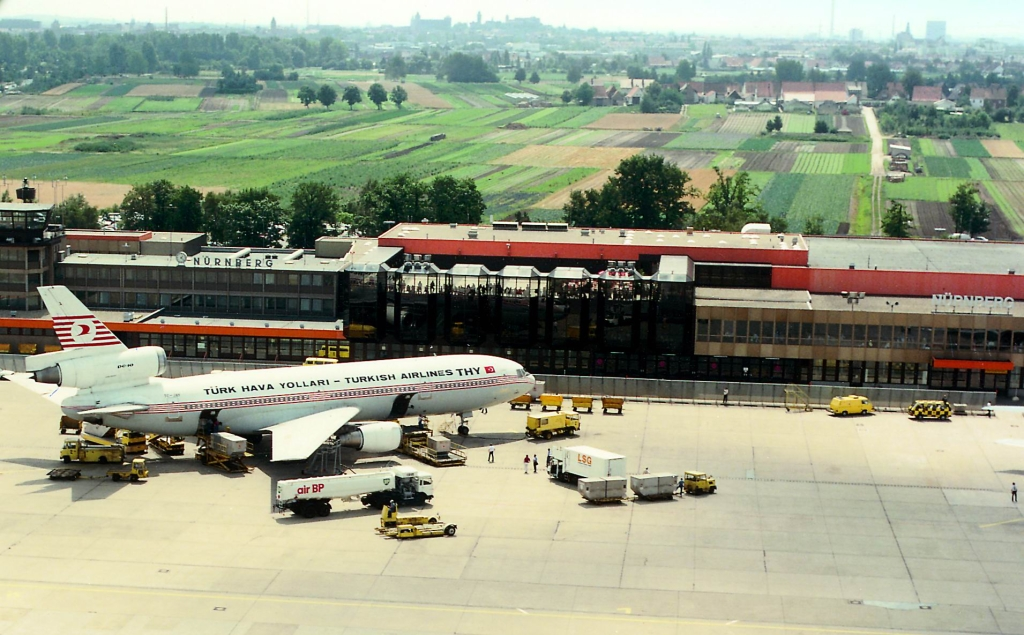
Luftaufnahme, Mitte der achtziger Jahre

Am 6. April 1955 eröffnete der Flughafen am heutigen Standort. Im Jahr 1960 konnten erstmals mehr als 100.000 Fluggäste pro Jahr am Flughafen Nürnberg begrüßt werden. Im Jahr 1961 wurde die Startbahn zunächst von 1900 auf 2300 Meter verlängert, 1968 schließlich auf die heutige Länge von 2700 Metern. Die Voraussetzung für die erste Landung einer Boeing 747 am 12. Juli 1970 war damit erfüllt. Das Ereignis lockte damals 20.000 Schaulustige an.
Im Jahr 1977 wurde das Hauptvorfeld erweitert, ein neues Fluggastterminal mit großer Besucherterrasse und Restaurant ersetzte 1981 das bis dahin genutzte Gebäude. Am 19. Juli 1986 landete die Concorde vor 32.000 Schaulustigen in Nürnberg. Die Millionengrenze bei den Passagierzahlen wurde im Dezember 1986 erstmals überschritten.
Im Jahre 1984 erhielt der am Nürnberger Flughafen beheimatete Nürnberger Flugdienst (NFD) seine offizielle Zulassung als zweite deutsche Linienfluggesellschaft. Die Fluggesellschaft wurde von dem Textilunternehmer Hans-Rudolf Wöhrl gegründet.
Das Cargo Center Nürnberg (CCN) wurde 1987 eröffnet. Dieses wurde für ein Volumen von 33.000 Tonnen Fracht ausgelegt.

### Air Berlin-Drehkreuz und U-Bahn-Anbindung
Die späten 1990er Jahre brachten mehrere bedeutende Entwicklungen, die den Flughafen in den folgenden Jahrzehnten prägen sollten.
Im Winter 1997/98 begann die Ära des Air-Berlin-Drehkreuzes in Nürnberg. Nach Palma de Mallorca war der Nürnberger Flughafen der zweitwichtigste touristische Umsteigeflughafen von Air Berlin. Gerade in den Wintermonaten von November bis April bündelte die Fluggesellschaft einen Großteil der Passagierströme aus Deutschland zu den Flugzielen in Nordafrika und auf die kanarischen Inseln über Nürnberg. Zu Spitzenzeiten waren bis zu 21 Air Berlin-Flugzeuge gleichzeitig im Drehkreuz Nürnberg im Einsatz.
Im Jahr 1999 wurde ein neuer Kontrollturm in Betrieb genommen und die Verlängerung der U-Bahn-Linie 2 bis zum Flughafen eröffnet. Die Kosten dieser Verlängerung – 180 Millionen D-Mark – wurden größtenteils von Bund und Freistaat getragen, jedoch musste der Flughafen einen Eigenanteil von 18,6 Millionen D-Mark leisten, um jenen der Stadt auf 15 Millionen D-Mark begrenzen zu können.
Die West- und Norderweiterung der Abflughalle 2 erfolgte im Jahr 2002. Ein Jahr darauf wurde das Cargo-Center CCN 2 nach eineinhalbjähriger Bauzeit mit 6500 m² Lagerfläche und 4600 m² Büroraum eingeweiht. Im Jahr 2005 wurde das Jubiläum „50 Jahre Airport Nürnberg“ mit rund 45.000 Besuchern gefeiert. Im Herbst 2005 erfolgte eine Vorfelderweiterung nahe dem Tower. Das Hauptvorfeld erhielt zusätzliche Abstellpositionen für vier Mittelstreckenflugzeuge. Im Jahr 2006 wurde ein neues Ankunfts- und Abflugterminal (Transfer-Control-Terminal) mit einer Geschossfläche von 8500 m² sowie ein neuer Hauptzugang zum Vorfeld (Tor 1) fertig gestellt. Im selben Jahr wird die neue vollautomatische Gepäcksortieranlage in Betrieb genommen. Der Flughafen wurde, seit 2008 jährlich, von den Lesern des Fachmagazins Business Traveller zum „Besten Deutschen Flughafen für Geschäftsreisende in Deutschland.“ gewählt. Auch bei der Qualität des Services belegte der Flughafen Nürnberg bei einem Vergleich unter den deutschen Flughäfen im Rahmen einer Studie im Auftrag des Nachrichtensenders n-tv den ersten Platz. Der Flughafen gewann dank eines guten Parkplatzangebotes und der freundlichsten E-Mail-Beantwortung. Im Jahr 2008 wurde ebenfalls die Renaturierung des Bucher Landgrabens abgeschlossen.
Im Zuge der Krise von Air Berlin (welche schließlich 2018 zu deren Bankrott führte) endete die Drehkreuz-Ära im April 2013.

### Finanzielle Schwierigkeiten und neuer Name
Ende Juli 2014 kündigten die Gesellschafter Freistaat und Stadt an, dem Flughafen zusätzliche 70 Millionen Euro zur Verfügung stellen zu wollen. Mit den Mitteln sollen Kredite vorzeitig abgelöst werden. Im Jahr 2015 wollen beide Gesellschafter jeweils eine Kapitalerhöhung in Höhe von 20 Millionen Euro vornehmen. Weitere 30 Millionen Euro sind als Darlehen vorgesehen.
Seit 5. Dezember 2014 heißt der Flughafen Albrecht Dürer Airport Nürnberg. Die Idee zur Umbenennung ging von der kommunalen Kulturreferentin Julia Lehner aus. Die Umbenennung wurde vom Freistaat mit einer halben Million Euro finanziert.
Im Jahr 2018 wurde dem Flughafen zum zweiten Mal in Folge für seine Marketingkampagne Blue Ocean in Guangzhou der World Routes Marketing Award verliehen.
Mit dem Bankrott der Air Berlin 2017 endete deren ehemals dominante Stellung am Flughafen Nürnberg. Es gelang jedoch, in Bezug auf das Passagiervolumen Ersatz zu schaffen, indem andere Airlines dazu bewogen wurden, den Flughafen anzufliegen. Zu nennen sind hier vor allem Ryanair (welche seit 2023 auch einen Wartungshangar in Nürnberg betreibt), die zwischenzeitlich ebenfalls pleite gegangene Germania sowie Corendon. Corendon hatte dabei sogar ein Flugzeug mit FCN-Sonderbemalung versehen.
Im Jahr 2024 begann die Errichtung einer 1,7 Kilometer langen und 60 Meter breiten Photovoltaikanlage. Auf zehn Hektar wird eine Photovoltaikanlage mit einer Leistung von 13,4 Megawatt Peak (MWp). Damit ein Großteil des erzeugten Stroms selbst genutzt werden kann, wird zusätzlich ein Stromspeicher sowie eine Power to Heat-Anlage erbaut. Die Anlage wurde im Jahr 2025 in Betrieb genommen.

## Flughafenanlagen

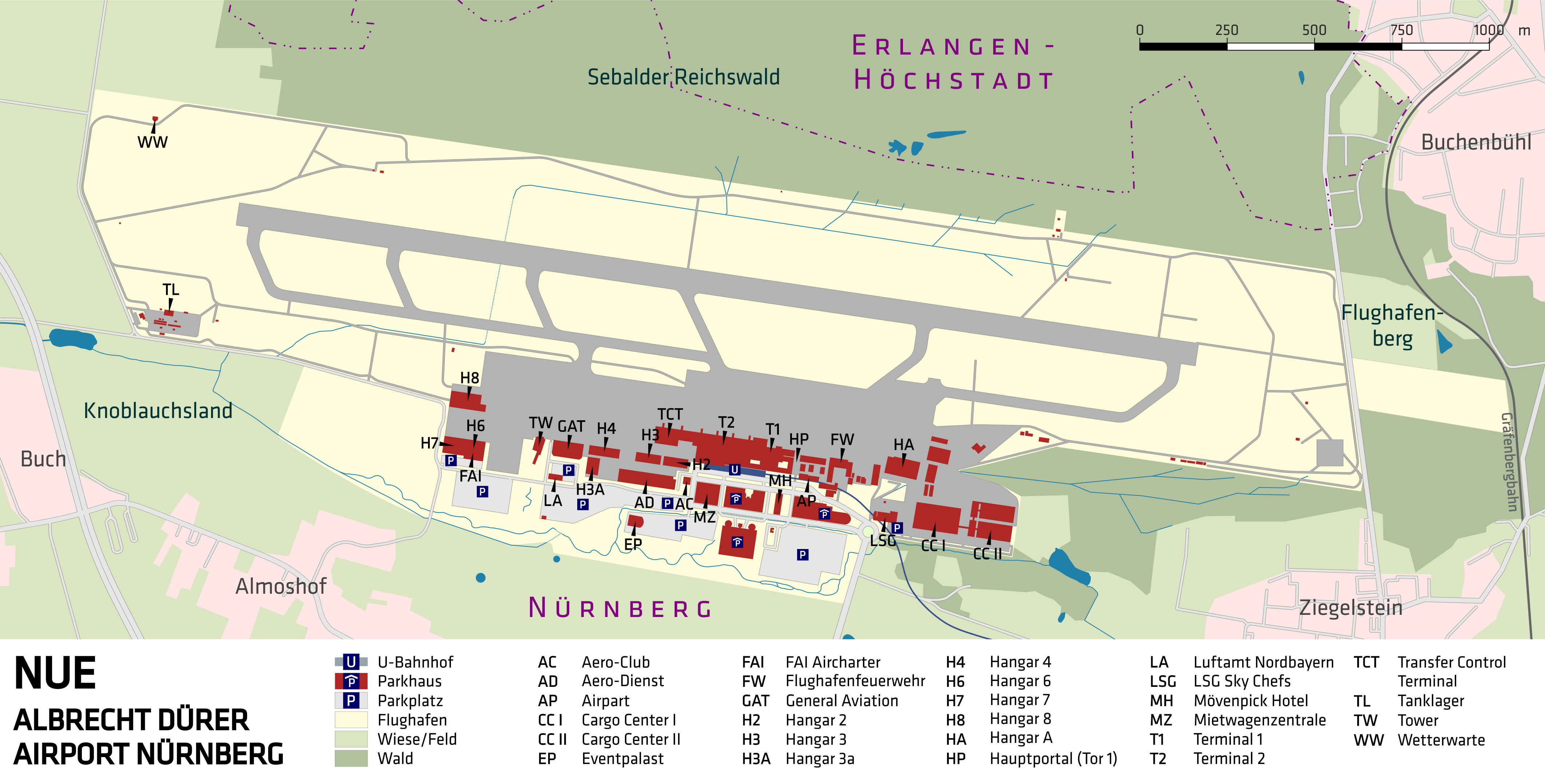
Karte des Flughafens

### Kapazität

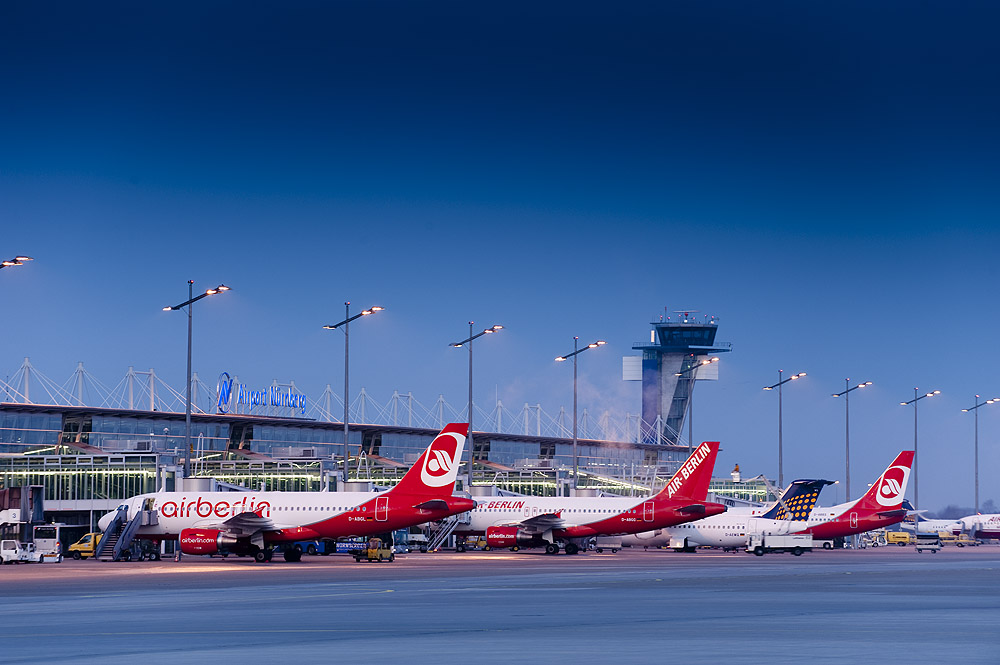
Vorfeldsituation Flughafen Nürnberg zu Zeiten des Air Berlin Drehkreuzes

Die derzeitige Kapazität der Gebäude und Anlagen wird auf rund fünf Millionen Jahrespassagiere geschätzt.

### Start- und Landebahn
Der Flughafen besitzt eine Start- und Landebahn mit einer Länge von 2700 Metern und 45 Metern Breite. Über die Start- und Landebahn können Flugbewegungen (Starts und Landungen) aller gängigen Verkehrsflugzeuge, auch von Großraumjets (z. B. Boeing 747) erfolgen. Für Flugzeuge nach ICAO-Code F (Spannweite größer 65 m, z. B. Airbus A380) ist der Flughafen Nürnberg nicht zertifiziert. Eine Boeing 747-8F, die unter diese Kategorie fällt, flog Nürnberg mit einer Ausnahmegenehmigung jedoch schon mehrmals an. Bei MTOW reicht diese Startbahnlänge jedoch auch für einige andere Flugzeuge nicht für einen Start – das heißt, es müssen bzgl. Nutzlast oder Reichweite Abstriche gemacht werden, wenn diese Typen vom Flughafen Nürnberg starten sollen.

### Abfertigungsgebäude
Für den Passagierbereich gibt es ein Terminal mit zwei Abflughallen und einem Ankunftsbereich. Die Luftfracht wird im Cargo Center Nürnberg (CCN) abgefertigt.

#### Terminal
Der Ausbau des bestehenden Passagierterminals (Abflughalle 2) wurde am 30. April 1992 eingeweiht und war ursprünglich für eine Kapazität etwa drei Millionen Passagieren pro Jahr ausgelegt. Die aktuelle Kapazität der gesamten Terminalanlage liegt heute bei rund 5 Millionen Passagieren pro Jahr. Insgesamt gibt es sechs gebäudenahe Abstellpositionen, davon fünf mit Fluggastbrücken, von denen sich aktuell jedoch nur vier in Betrieb befinden. Darüber hinaus bestehen für „Billigairlines“ wie Ryanair und Wizz Air drei Positionen in unmittelbarer Terminalnähe mit fußläufigem Zugang über die Gates und Treppenhäuser. Alle übrigen Abstellpositionen erfordern Boarding mit Vorfeldbussen.
Tageslicht dominiert die transparente Glas-Stahl-Konstruktion der Nürnberger Architekten Grabow + Hofmann. Die „Süddeutsche Zeitung“ schrieb am 2. Mai 1992 anlässlich der Eröffnung: „In knapp dreijähriger Bauzeit wurde eine neue Ankunftshalle und die erst 17 Jahre alte Empfangshalle zu einer neuen lichtdurchfluteten Abfertigungshalle umgebaut. […] das Ergebnis der Verjüngungskur ist ein völlig neues Terminal für Frankens Tor zur Welt, das als das modernste in der deutschen Flughafenlandschaft gelten kann“.
Die Flughafen Nürnberg GmbH trug die Baukosten in Höhe von rund 100 Millionen Mark. Drei moderne Fluggastbrücken sowie die Erweiterung des Vorfeldes waren in den Baukosten enthalten. Später kamen noch zwei Fluggastbrücken dazu.
Am 25. Januar 2007 wurde mit dem sog. TCT (Transfer Control Terminal) der letzte größere Neubauabschnitt des Terminals eingeweiht. Der Neubau wurde durch eine neue Verordnung der Europäischen Union (2320/2002) erforderlich, die für Flughäfen vorschreibt, dass ankommende Passagiere aus sogenannten „Non-EU-Ländern“ vor ihrer Weiterreise in die EU vollständig kontrolliert werden und sich zuvor nicht mit bereits kontrollierten Fluggästen vermischen dürfen. Diese Verordnung wurde inzwischen durch Verordnung (EG) Nr. 300/2008 aufgehoben, die Grundsätze gelten jedoch in ähnlicher Form fort.
Im Dezember 2015 wurde die Hauptsicherheitskontrolle in einen neu gebauten Bereich zwischen Abflughalle 1 und Abflughalle 2 verlegt, nachdem die Geräte zu schwer für den bisherigen Standort im Obergeschoss geworden waren. Auf der freigewordenen Fläche im Obergeschoss der Abflughalle 2 findet sich nun die sogenannte Reisewelt. Die Eröffnung erfolgte im Dezember 2017. Dort sind nun auf 2000 m² 19 Beratungsinseln und 17 Büros von Tourisikanbietern zu finden.

#### Cargo Center
1987 wurde das erste neue Frachtterminal Cargo Center Nürnberg (CCN) in Betrieb genommen. Die Kapazität war zunächst für ein Frachtvolumen von 33.0000 Tonnen pro Jahr ausgelegt. Durch das Ende des Kalten Krieges und den Zusammenbruch der Sowjetunion erlangte Nürnberg seine historische Zentrallage in Mitteleuropa zurück. Damit gewann der Flughafen Nürnberg in den 1990er Jahren zunehmend überregionale Bedeutung in der Luftfracht. Neben der zentralen Lage in Mitteleuropa ist auch die Wirtschaftsstruktur des Ballungsraumes Nürnberg ein wichtiger Baustein dieses großen Aufschwungs in der Luftfracht am Flughafen Nürnberg. Die Region ist bestimmt von technologisch leistungsfähigen Industriebetrieben mit einem auffallend hohen Exportanteil mit einer Quote von derzeit über 40 %. Dominierende Industriezweige sind Elektrotechnik, Maschinenbau, Medizin- und Automatisierungstechnik. Dazu kommt mit der Friedrich-Alexander-Universität Erlangen-Nürnberg eine der 15 größten Hochschulen Deutschlands nach Zahl der Studierenden mitsamt ihren angeschlossenen Forschungseinrichtungen und Unternehmensausgründungen.
Die Region um Nürnberg ist in diesem Bereich einer der führenden Standorte in Deutschland. Ein weiterer Standortfaktor für die Luftfracht am Flughafen Nürnberg ist zudem der wachsende Binnenhafen Güterverkehrszentrum Hafen Nürnberg-Roth als modernstes Güterverkehrszentrum Süddeutschlands mit einer trimodalen Verladungsmöglichkeit für die Verkehrsträger Schiene, Straße und Wasser sowie einer einfachen Verkehrsanbindung (Autobahn-Anschluss) zum Frachtzentrum des Flughafens. Ein weiterer entscheidender Vorteil ist, dass am Flughafen kein Nachtflugverbot besteht. Freie Slotressourcen in der Luftfracht erlauben so flexible Flugeinsätze zu jeder Tages- und Nachtzeit. Das Frachtterminal wurde aufgrund dieser positiven Entwicklungen in der Luftfracht bereits im Jahr 2003 mit dem Cargo Center II (CCN II) erweitert. Der funktionale Neubau kostete rund 7 Millionen Euro. Das Bauwerk wurde nach konkreten Bedarfsanforderungen der ansässigen Frachtunternehmen entworfen. Für den expandierenden Frachtbereich konnten so zusätzlich 6500 m² Fläche genutzt werden.
Damit stehen heute in der Fracht insgesamt rund 14.000 m² Lagerfläche und 7000 m² Bürofläche zur Verfügung. Der Luftfrachtumschlag betrug zuletzt im Jahr 2016 jedoch weniger als 8000 Tonnen. Im Jahr 2004 wurde allerdings aufgrund der bundesweiten Neuorganisation der Luftpostbeförderung mit Beginn des Sommerflugplanes die Luftpostbedienung komplett eingestellt. Bis zur Einstellung wurden jährlich rund 5480 Tonnen Luftpost befördert. Das CCN wird von der Flughafen Gesellschaft Nürnberg GmbH betrieben und größtenteils an Spediteure weiter vermietet.
Im August 2021 gab der Flughafen bekannt, ein weiteres Cargo Center mit 3600 m² Hallenfläche und 1900 m² Bürofläche zu planen, die Fertigstellung ist für das Jahr 2023 vorgesehen[veraltet].

### Tower

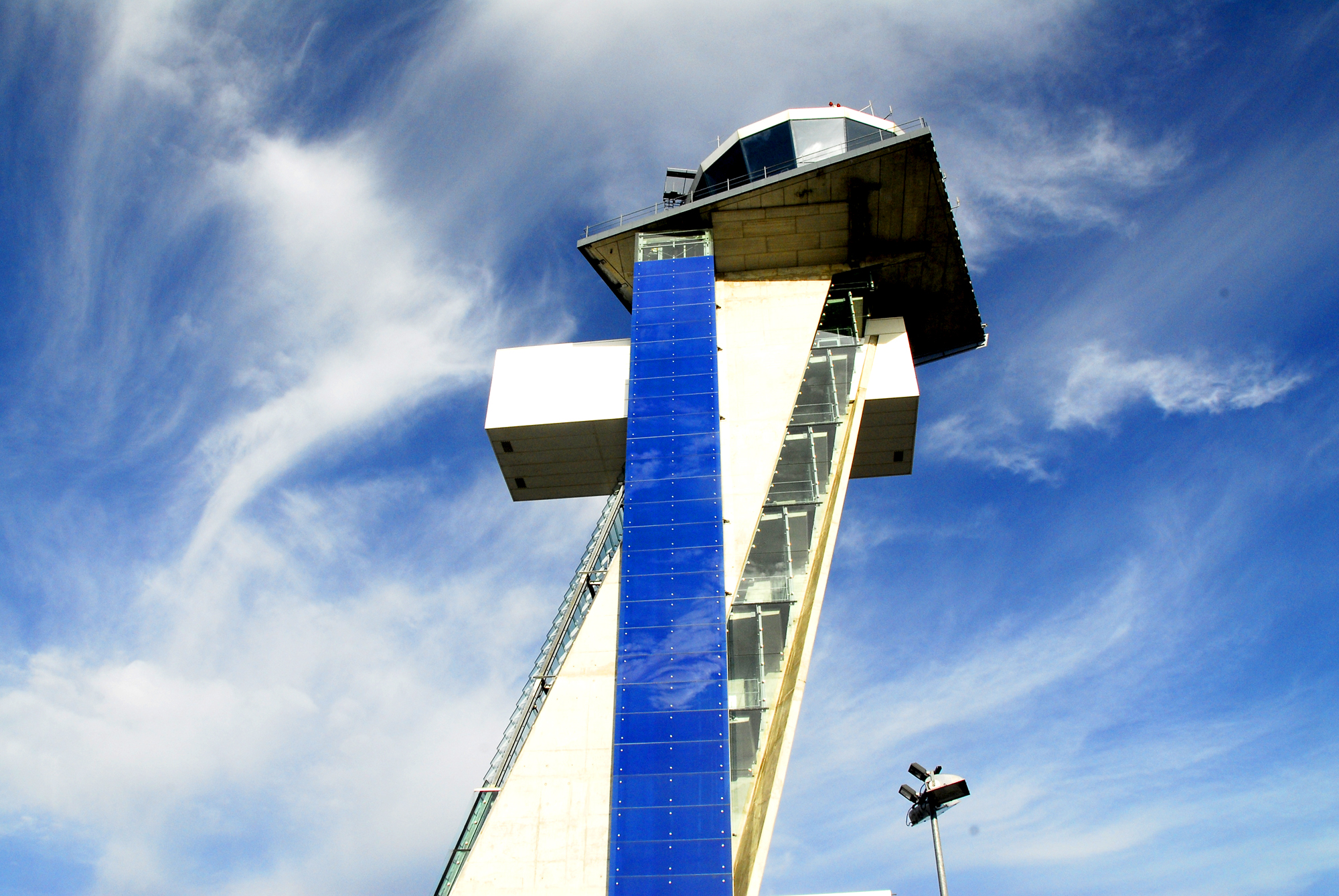
Wahrzeichen des Flughafens Nürnberg

Die Silhouette des Towers gilt als architektonisches Wahrzeichen des Flughafens. Im Jahr 1995 beschloss der Aufsichtsrat, den alten, nur 18 Meter hohen Tower aus der Anfangszeit zu ersetzen. Er war aufgrund neu errichteter Hochbauten nicht mehr hoch genug, um die Überwachung des gesamten Luftraums um den Flughafen herum zu gewährleisten. Der Entwurf des Architektenteams Behnisch und Partner setzte sich im Jahr 1990 in einem beschränkten Architekturwettbewerb durch. Der neue 48 Meter hohe Tower ist weithin sichtbar. Direkt unterhalb der gläsernen Aussichtskanzel ist die Technik für die Flugsicherung im Wert von damals rund 17 Millionen Mark in einem geschlossenen Quader untergebracht. Insgesamt kostete das Projekt rund 30 Millionen Mark. Der ursprüngliche Entwurf musste überarbeitet werden, nachdem sich der Platzbedarf durch den Umzug der örtlichen Anflugkontrollstelle in die Münchner Regionalkontrollstelle der Flugsicherung verringerte. Im November 1998 bezog das Personal der Deutschen Flugsicherung (DFS) den Tower und den gläsernen Bürotrakt am Boden.

### Parkbereiche

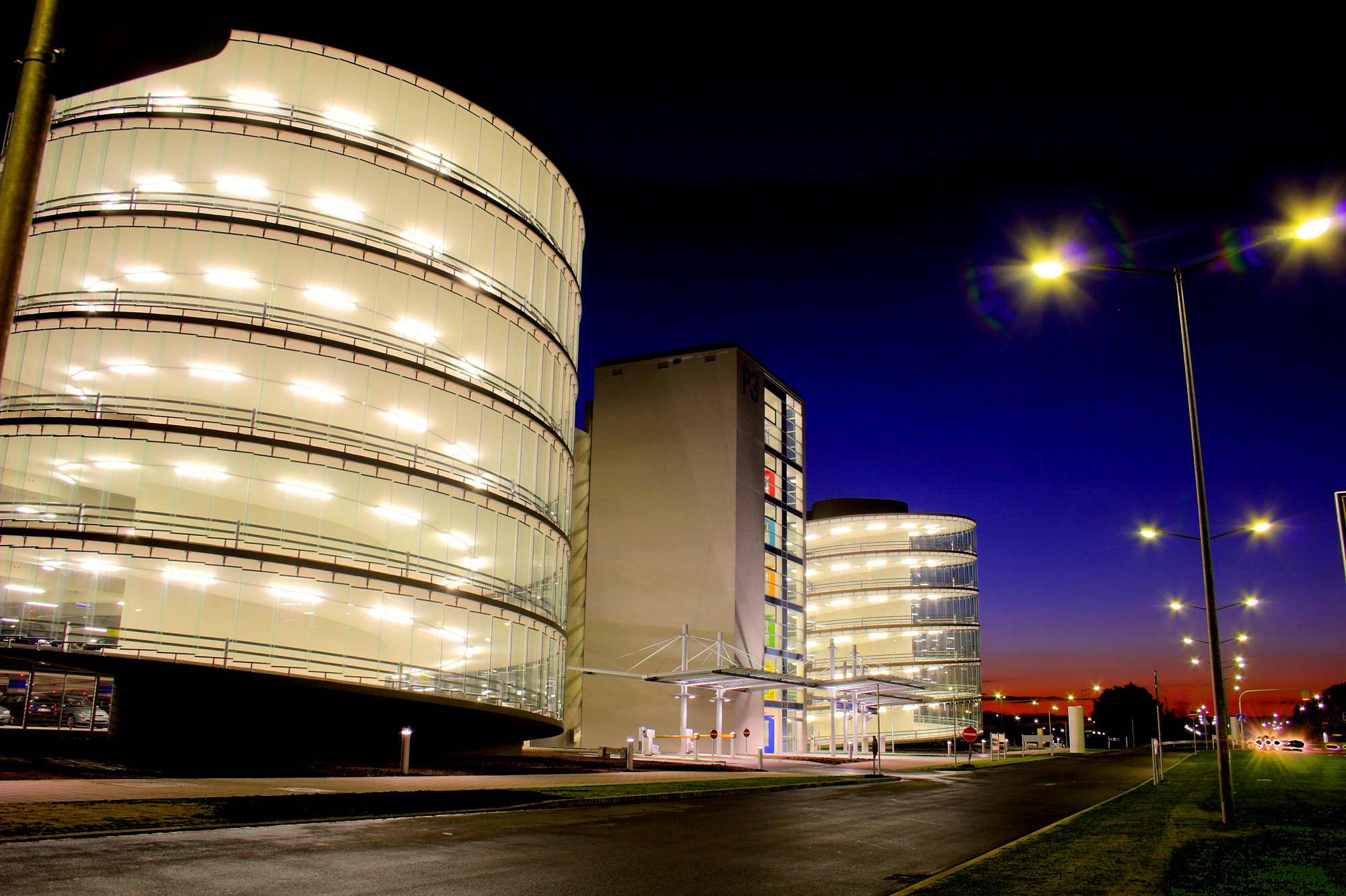
Das Parkhaus P3 am Flughafen Nürnberg

Der Flughafen verfügt insgesamt rund 10.000 Parkplätze. Davon sind einige Parkplätze mit Ladestationen für Elektroautos ausgerüstet. Neben drei Parkhäusern bestehen mehrere Freiparkflächen in unmittelbarer Nähe des Terminals.
Im Oktober 2007 wurde das etwa 18 Millionen Euro teure Parkhaus P3 mit über 2200 Pkw-Stellplätzen südlich des bestehenden Parkhauses P1 fertiggestellt. Das Gebäude wurde von dem Nürnberger Architekturbüro Baum-Kappler entworfen. Die Baukosten beliefen sich auf rund 16,8 Mill. EUR. Das Parkhaus soll einen harmonischen Übergang zwischen der Flughafenwelt und dem umgebenden Knoblauchsland schaffen.
Der Bau des im Jahre 2019 begonnenen Parkhauses P4 mit 3600 Stellplätzen wurde 2021 abgeschlossen. Seitdem verfügt der Flughafen über 10.290 Parkplätze.
Die einzelnen Parkflächen weisen eine unterschiedliche Tarifstruktur auf. Diese ist saisonal und ortsabhängig. Die Parkplätze sind online buchbar.

### Fluggesellschaften
Von und zum Flughafen Nürnberg verkehren mehrere Liniengesellschaften zu innerdeutschen und europäischen Flugzielen. Charterflugbetrieb findet außer zu europäischen Zielen auch zu den Kanarischen Inseln sowie nach Ägypten und in den asiatischen Teil der Türkei statt und darüber hinaus im Winter 2023/24 auch – im Vollcharter ohne Einzelplatzverkauf – nach Abu Dhabi. Lange Zeit war Air Berlin die wichtigste Fluggesellschaft in Nürnberg, jedoch sind im Zuge der Restrukturierungen diese Flüge zunächst stark reduziert und mit der Insolvenz der Fluggesellschaft eingestellt worden; im Jahr 2017 haben Ryanair, Germania und andere ihre Präsenz ausgebaut. Nach SunExpress haben sowohl Ryanair als auch Germania in Nürnberg eine Basis errichtet und dort Flugzeuge fest stationiert. Als vierte Airline hat Eurowings in Nürnberg eine Basis errichtet und dort ein Flugzeug stationiert. Nach der Pleite der Germania Anfang 2019 gelang es dem Flughafen, eine in Nürnberg stationierte Maschine der TuiFly als zumindest teilweisen Ersatz der zuletzt drei Flugzeuge der Germania mit Basis in Nürnberg zu akquirieren. Corendon plant für den Sommerflugplan 2020, in Nürnberg zwei Flugzeuge zu stationieren. Bereits zum Winterflugplan 2019/2020 stationierte Corendon eine Boeing 737-800 in Nürnberg. Ryanair verkündete Ende 2019, zum Beginn des Sommerflugplans 2020 die Basis in Nürnberg zu schließen und die zwei stationierten Flugzeuge abzuziehen. Nachdem das Grounding der Boeing 737-Max beendet war und die Nachfrage nach Ende der Maßnahmen zur Bekämpfung der Covid-19-Pandemie wieder anstieg, basierte Ryanair jedoch wieder zwei Flugzeuge am Standort Nürnberg und verkündete für die Zukunft weitere Wachstumspläne. Meistgeflogene Route ab Nürnberg ist – mit bis zu fünf täglichen Abflügen – die Lufthansa-Verbindung zu deren Drehkreuz Frankfurt. Air France-KLM bieten insgesamt bis zu sieben tägliche Flüge zu ihren Drehkreuzen AMS und CDG.

## Förderung des Luftverkehrs
Zur Förderung des Luftverkehrswachstums hat die Flughafen Nürnberg GmbH in den Jahren 2014 bis 2018 jeweils acht Fluggesellschaften mit Boni bedacht. Die Aufwendungen dafür wurden stark angehoben. 2014 verteilten sich auf die acht Fluglinien noch 602.000 Euro. 2017 waren es knapp vier Millionen Euro, im Jahr 2018 4,748 Millionen Euro.

## Umwelt
Im Jahr 2001 gründete die Flughafenverwaltung eine eigene Abteilung Umwelt, die alle umweltrelevanten Aktivitäten und Aufgaben wie Abfallwirtschaft, Biotopmanagement, Energie, Gewässerschutz und das Verhindern von Vogelschlag betreut. Ebenso zum Aufgabengebiet gehört der Dialog mit den Nachbarn des Flughafens sowie eine konstruktive Auseinandersetzung mit deren umweltrelevanten Belangen.

### Landschaft

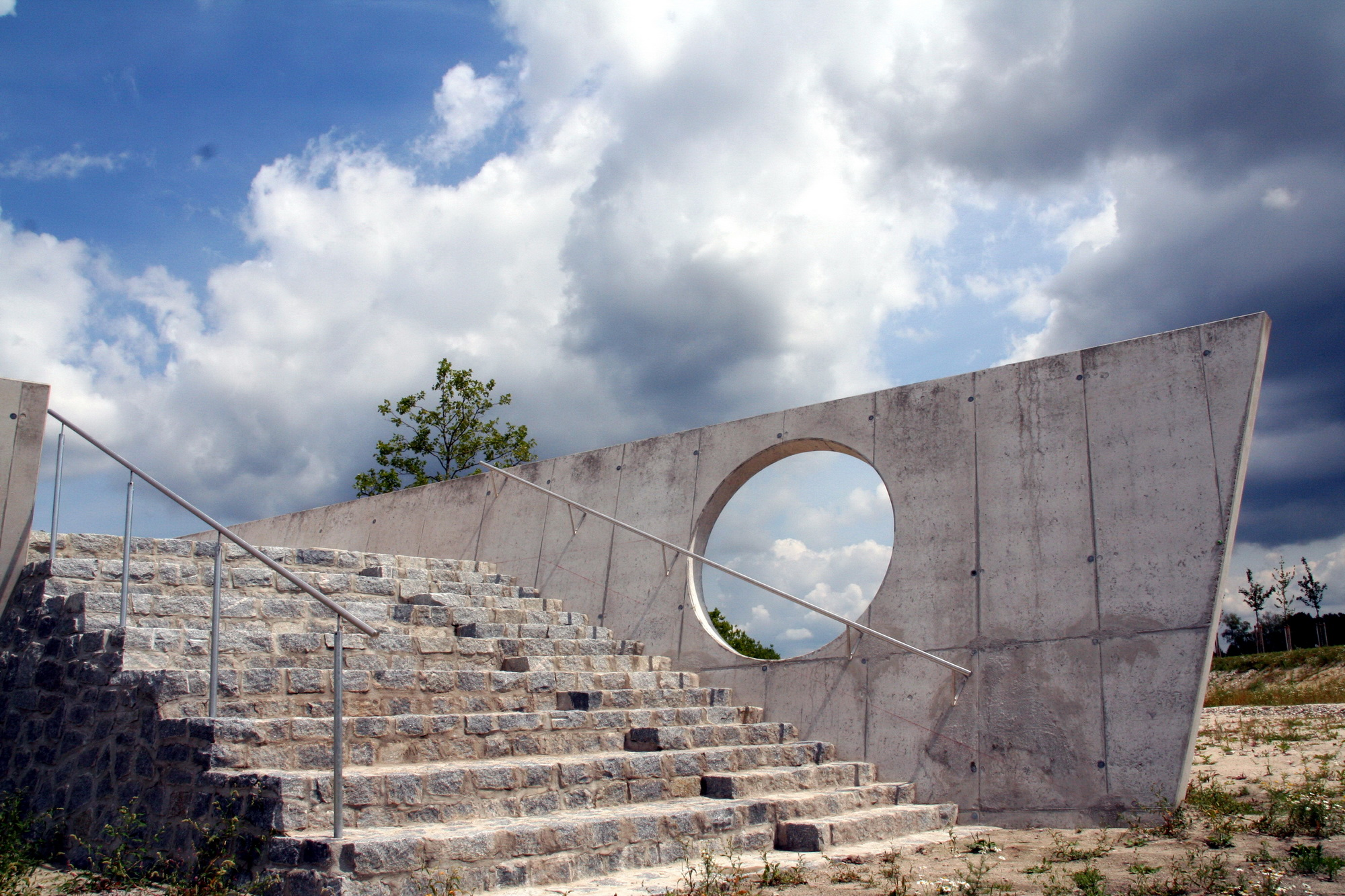
Moderne Kunst nahe dem Bucher Landgraben

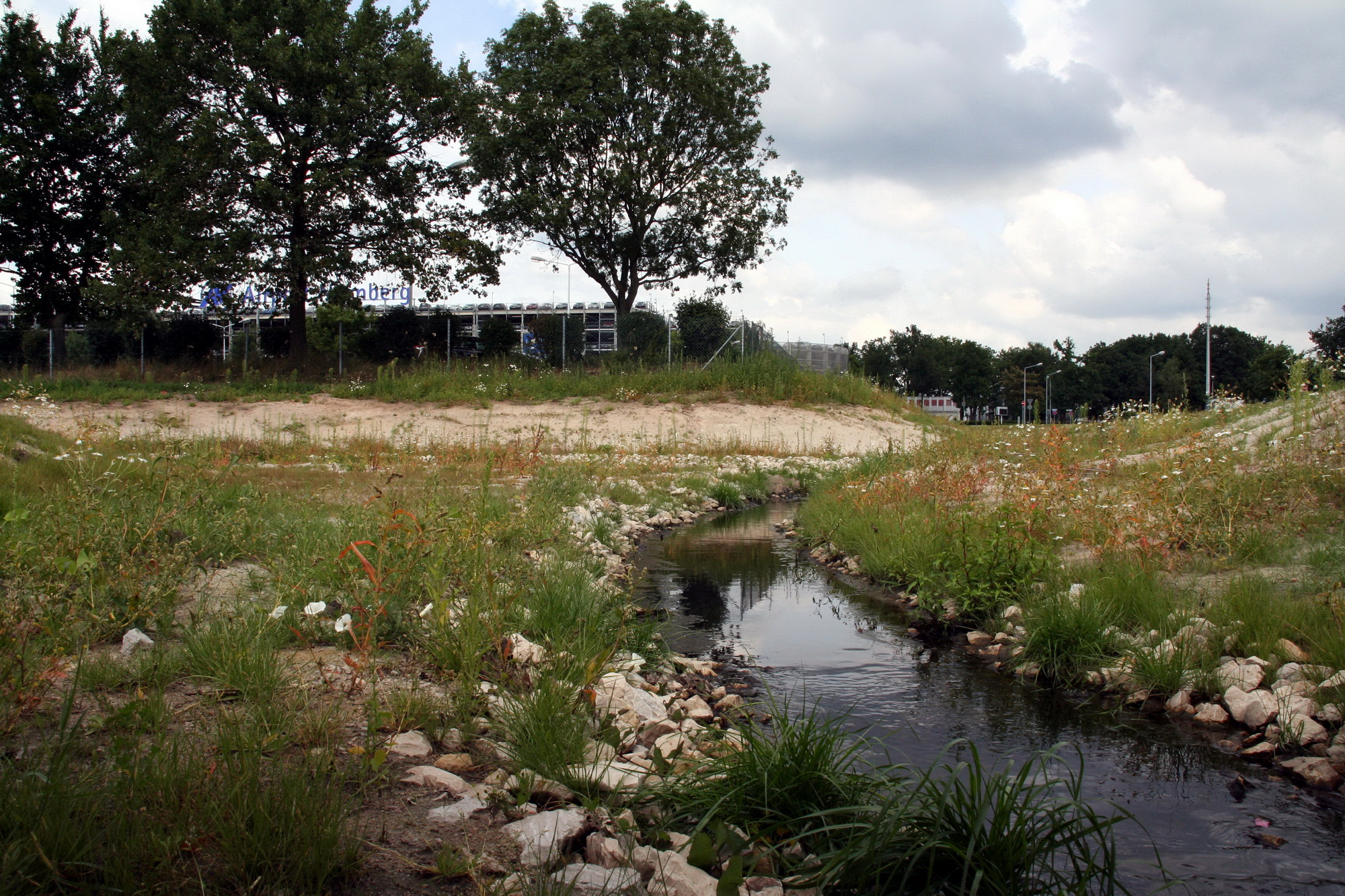
Renaturierter Bucher Landgraben am Flughafen Nürnberg

Mit der Renaturierung des an den Flughafen Nürnberg unmittelbar angrenzenden Bucher Landgrabens wurde im Februar 2001 als ökologische Ausgleichsmaßnahme im Rahmen des Bebauungsplanes begonnen. Die Bauarbeiten dieser Maßnahme umfassten die Rückversetzung des alten Landgrabens in einen naturnahen mäandernden Bachverlauf, Regenrückhaltebecken, mehrere Aussichtsplattformen und Brückenbauwerke. Zur Landschaftsmodellierung wurden Erdhügel links und rechts des Grabenverlaufs aufgeschüttet. Die Renaturierung des gesamten Bachverlaufs auf Flughafengelände kostete insgesamt rund 3,3 Millionen Euro. Die geographische Ausdehnung des Projekts beträgt vom Regenrückhaltebecken im angrenzenden Ortsteil Ziegelstein im Osten bis zum Übergang in den „alten Landgraben“ westlich der Irrhainstraße rund zwei Kilometer. Die renaturierte Grünzone bietet heute eine städtebauliche Trennung zwischen dem High-Tech-Standort Flughafen Nürnberg und den ackerbaulichen Flächen im südlichen Knoblauchsland. Die 14 Hektar große Grünzone hat heute neben der städtebaulichen auch wichtige wasserwirtschaftliche und ökologische Funktionen. Offene Regenrückhaltebecken nehmen das vom Flughafen eingeleitete Niederschlagswasser auf. Rund 3000 Bäume und Sträucher wurden gepflanzt. Rad- und Fußwege wurden in der Grünzone neu angelegt.

### Lärm
Ein wichtiges Thema im Bereich Umwelt insbesondere für Anwohner ist dabei die Lärmbelastung bzw. der Schallschutz. Der Flughafen unternimmt nach eigenen Angaben große Bemühungen, um die Schallemissionen möglichst gering zu halten. Der mittlere Dauerschallpegel betrug im Jahr 2004 durchschnittlich konstant 49 dB(A). Im Immissionsbericht des Flughafens für Januar 2013 wurde an acht Messpunkten in den umliegenden Siedlungsbereichen bei Tag ein energieäquivalenter Dauerschallpegel(Leq3) zwischen 45,5 und 60,4 dB(A) gemessen, während die Werte bei Nacht zwischen 36,5 und 53,4 dB(A) lagen. Als Referenzpegel Nacht, der von 1 % der Maximalpegel aller gemessenen Lärmereignisse überschritten wird, wurden für Boxdorf 73 dB(A), für Buchenbühl und Behringersdorf 77 dB(A) und für Buch-West 85 dB(A) gemessen. Mit Wirkung ab 1. Oktober 2014 wurden zwei Tagschutzzonen (LAeq Tag = 68 dB(A) bzw. 63 dB(A)) sowie eine Nachtschutzzone (LAeq Nacht = 55 dB(A), LAmax = 6 mal 57 dB(A)) festgelegt (§ 1 FluLärmV). Aufgrund des 24/7 Betriebs in Nürnberg werden immer wieder Flugzeuge, deren ursprüngliches Ziel MUC oder FRA war, nach Nürnberg umgeleitet, da an diesen Standorten ein Nachtflugverbot gilt und verspätete Landungen während der nächtlichen Betriebsruhe dort nicht zulässig sind.

### Luft
Bereits im zweiten Jahr nach Bestehen der neuen Umweltabteilung wurde als Ergänzung des klassischen „Gemüsegutachtens“ ein Biomonitoring am Flughafen Nürnberg erfolgreich eingesetzt. Biomonitoring ist ein modernes, effizientes Verfahren, bei dem Organismen zur Ermittlung von Schadstoffen und ihrer Verbreitung eingesetzt werden. In Nürnberg werden dafür Honig, Wachs und Pollen von mittlerweile drei Bienenvölkern jährlich analysiert. Die Völker mit jeweils rund 15.000 Bienen deckten ein Gebiet im Umkreis des Flughafens von rund drei Kilometern ab. Die Proben werden jeweils von Experten für Umwelt- und Altlastenanalytik der Firma Orga Lab GmbH aus Zirndorf untersucht. Zusätzlich werden die Proben von der Bayerischen Landesanstalt für Wein- und Gartenbau gemäß der Honigverordnung analysiert. Das Analysespektrum für Honig und Pollen umfasst dabei organische Luftschadstoffe, die als typisch verkehrsbedingt gelten. Außerdem wird die Schwermetallbelastung bestimmt. In den Proben fanden sich bislang nur geringe Konzentrationen der gewählten Schadstoffe. Alle Honigproben wurden außerdem hinsichtlich ihrer Gehalte an Metallen und organischen Stoffen als „uneingeschränkt genusstauglich“ eingestuft. Sämtliche Befunde unterschritten bisher damit deutlich die gesetzlichen Grenzwerte. Die meisten Kohlenwasserstoffe befanden sich im Honig sogar unterhalb der Bestimmungsgrenze. Nach den positiven Erfahrungen in Nürnberg wenden inzwischen sechs deutsche Verkehrsflughäfen das Biomonitoring-Verfahren an. Bei der Auswertung der acht wichtigsten Schwermetalle erreichte Nürnberg ausnahmslos die niedrigsten Werte.

## Sicherheit

### Polizei
Der Zuständigkeitsbereich der Grenzpolizeiinspektion Nürnberg-Flughafen erstreckt sich auf den Innen- und Außenbereich des Flughafengeländes sowie die Flughafenstraße ab Kreisverkehr im gesamten Flughafenbereich einschließlich der beiden Cargo Center I und II. Außerdem obliegt der Polizei am Flughafen die Grenzkontrolle am Grenzübergang Nürnberg-Flughafen sowie alle Ein- und Ausreisekontrollen und die Ausstellung von Notreisedokumenten. Auf dem Flughafen wurden im Jahr 2009 insgesamt 115 Gepäck- und Taschendiebstähle registriert.

### Feuerwehr

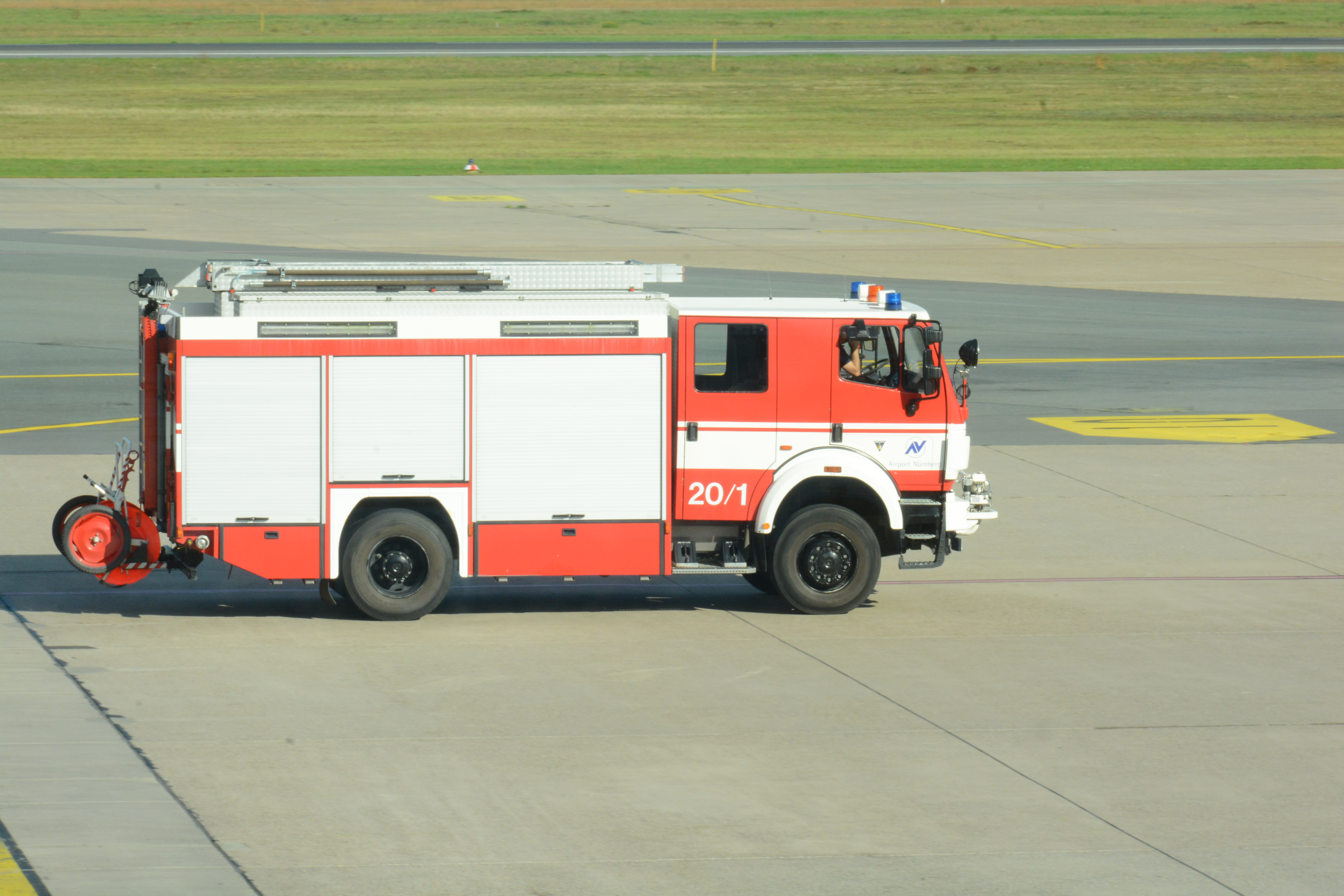
Flughafenfeuerwehr auf dem Vorfeld

Mit ihrer Mannschaft und Ausrüstung entspricht die Nürnberger Flughafen-Feuerwehr den Anforderungen der ICAO sowie denen der Regierung von Mittelfranken. Alle Sicherheitsmaßnahmen im Bereich Brandschutz und Feuerbekämpfung werden von der Einsatzzentrale koordiniert und gesteuert. Die Zentrale ist rund um die Uhr von insgesamt zwei Feuerwehrleuten besetzt. Alle vier Stunden ist Schichtwechsel. Die wichtigste Einrichtung ist eine Brandmeldeanlage, die mit rund 1600 Feuermeldern sowie mit 13 Unterzentralen und 600 Druckknopfmeldern verbunden ist. Außerdem führen Telefon-Direktleitungen zur Nürnberger Berufsfeuerwehr, zur Rettungsstelle, zur Einsatzzentrale der Polizei, zum Kontrollturm, zur Verkehrsabteilung, zur Sicherheitszentrale und zur Polizeiinspektion des Flughafens. Neben der Organisationsstruktur der Feuerwehr am Flughafen Nürnberg garantiert ein alltägliches Übungsprogramm, dass sich bereits 30 Sekunden nach dem Auslösen des Alarms das letzte Fahrzeug auf dem Weg zum Einsatzort befindet und der Unfallort nach spätestens drei Minuten erreicht ist. Dies gelte nach Angaben der Flughafenfeuerwehr auch für die abgelegensten Winkel des Flughafengeländes bei einer 24-Stunden-Bereitschaft.
Die Feuerwehr verfügt über eine Brandsimulationsanlage mit der diese 20 Feuerstellen in einem Flugzeugnachbau simulieren kann. Auch an echten Flugzeugen werden Trainings- und Schulungsprogramme durchgeführt, beispielsweise am Eurofighter der Bundeswehr.

## Verkehrszahlen
Die Liste Flughafen Nürnberg – Verkehrsstatistik gibt einen jährlichen Überblick über die Anzahl der Passagiere, Passagiere Linie, Passagiere Touristik, die Anzahl der Flugbewegungen, der Beschäftigten am Flughafen sowie der Menge der Luftfracht.
- Jahr: Gibt das Jahr der Erfassung der Verkehrsdaten an.
- Passagiere: Gibt die gesamte (gewerbliche und nichtgewerbliche) Passagierzahl des Flughafens des jeweiligen Jahres an.
- davon Passagiere Linie: Gibt die gesamte Passagierzahl des Flughafens des jeweiligen Jahres mit gewerblichen Linienflügen an.
- davon Passagiere Touristik: Gibt die gesamte Passagierzahl des Flughafens des jeweiligen Jahres mit gewerblichen Charterflügen an.
- Flugbewegungen: Gibt die gesamten Flugbewegungen des Flughafens an.
- Beschäftigte am Flughafen: Gibt die Anzahl aller am Flughafen beschäftigten an. Nicht nur die bei der Betreibergesellschaft direkt beschäftigten.
- Luftfracht/Post: Gibt die insgesamt auf dem Flughafen umgeschlagene Luftfracht/Post in Tonnen an (Transit / Einladung / Ausladung) inklusive sog. getruckter Fracht, dies ist Luftfracht die mit Hilfe von LKW zu einem anderen Flughafen befördert wird und von dort aus per Flugzeug befördert wird.

| Jahr | Passagiere | davon Passagiere Linie | davon Passagiere Touristik | Flugbewegungen | Beschäftigte am Flughafen | Luftfracht/Post (t) | Quellen |
| ---- | ---------- | ---------------------- | -------------------------- | -------------- | ------------------------- | ------------------- | ------- |
| 2024 | 4.028.208  | 2.537.399              | 1.441.633                  | 48.628         | 4.300                     | 4.720               | [ 83 ]  |
| 2023 | 3.930.468  | 2.706.109              | 1.147.239                  | 50.363         | 4.300                     | 4.464               | [ 4 ]   |
| 2022 | 3.278.239  | 2.109.667              | 1.122.091                  | 48.303         | 4.300                     | 5.584               | [ 20 ]  |
| 2021 | 1.063.153  | 571.453                | 460.840                    | 33.094         | 4.100                     | 7.935               | [ 84 ]  |
| 2020 | 917.296    | 632.303                | 244.008                    | 30.059         | 4.300                     | 6.882               | [ 85 ]  |
| 2019 | 4.111.670  | 2.953.754              | 1.104.126                  | 61.456         | 4.379                     | 7.179               | [ 86 ]  |
| 2018 | 4.466.864  | 2.991.680              | 1.417.283                  | 66.074         | 4.100                     | 8.336               | [ 87 ]  |
| 2017 | 4.186.961  | 3.020.590              | 1.110.583                  | 64.111         | 4.133                     | 8.120               | [ 88 ]  |
| 2016 | 3.484.622  | 2.323.125              | 1.104.595                  | 59.602         | 4.022                     | 7.370               | [ 89 ]  |
| 2015 | 3.385.000  | 2.149.546              | 1.176.429                  | 60.000         | 3.300                     | 7.858               |         |
| 2014 | 3.260.000  | 2.117.890              | 1.092.108                  | 61.257         | 3.300                     | 90.940              |         |
| 2013 | 3.314.524  | 2.145.625              | 1.126.438                  | 62.644         | 3.300                     | 99.090              | [ 90 ]  |
| 2012 | 3.602.459  | 2.092.020              | 1.451.400                  | 64.391         | 3.472                     | 99.420              | [ 91 ]  |
| 2011 | 3.962.617  | 2.209.975              | 1.723.482                  | 67.720         | 4.000                     | 107.123             | [ 92 ]  |
| 2010 | 4.073.819  | 2.154.170              | 1.844.593                  | 70.778         | 4.117                     | 107.100             |         |
| 2009 | 3.969.857  | 2.054.635              | 1.850.654                  | 71.217         | 4.000                     | 80.159              |         |
| 2008 | 4.274.222  | 2.266.000              | 1.963.000                  | 76.768         | 4.083                     | 104.606             |         |
| 2007 | 4.244.115  | 2.241.115              | 2.003.000                  | 81.082         | 4.239                     | 106.982             |         |
| 2006 | 3.965.357  | 1.923.381              | 1.960.005                  | 78.043         | 4.131                     | 98.264              |         |
| 2005 | 3.847.646  | 1.606.065              | 2.163.271                  | 76.111         | 4.070                     | 80.664              |         |
| 2004 | 3.653.569  | 1.395.920              | 2.160.934                  | 71.818         | 3.958                     | 71.030              |         |
| 2003 | 3.296.267  | 1.304.371              | 1.916.526                  | 73.233         | 3.790                     | 66.519              |         |
| 2002 | 3.213.444  | 1.336.072              | 1.877.372                  | 77.854         | 3.769                     | 65.158              |         |
| 2001 | 3.195.818  | 1.492.818              | 1.703.000                  | 83.807         | 3.690                     | 57.302              | [ 93 ]  |

### Verkehrsreichste Strecken

#### 2018
| Rang                                                             | Ziel                    | Passagiere 2018 | Veränderung | Passagiere 2017 | Starts 2018 | Veränderung | Starts 2017 |
| ---------------------------------------------------------------- | ----------------------- | --------------- | ----------- | --------------- | ----------- | ----------- | ----------- |
| 1                                                                | Antalya                 | 193.407         | ▲77,81 %    | 108.769         | 1.175       | ▲69,31 %    | 694         |
| 2                                                                | Palma de Mallorca       | 167.224         | ▲12,61 %    | 148.498         | 1.154       | ▲16,68 %    | 989         |
| 3                                                                | Frankfurt               | 138.273         | ▼-2,35 %    | 141.604         | 1.672       | ▼-5,43 %    | 1.768       |
| 4                                                                | Istanbul-Atatürk        | 108.950         | ▲11,2 %     | 97.978          | 771         | ▲6,05 %     | 727         |
| 5                                                                | Amsterdam               | 98.431          | ▲3,04 %     | 95.524          | 1.193       | ▼-3,09 %    | 1.231       |
| 6                                                                | London-Stansted         | 94.791          | ▲1,14 %     | 93.727          | 608         | ▼-1,94 %    | 620         |
| 7                                                                | Hamburg                 | 87.805          | ▼-0,35 %    | 88.111          | 891         | ▼-0,22 %    | 893         |
| 8                                                                | Paris Charles de Gaulle | 86.679          | ▲3,2 %      | 83.991          | 1.220       | ▼-6,01 %    | 1.298       |
| 9                                                                | Düsseldorf              | 77.822          | ▼-33,73 %   | 117.424         | 1.179       | ▼-36,1 %    | 1.845       |
| 10                                                               | München                 | 66.846          | ▼-1,42 %    | 67.808          | 1.206       | ▼-1,55 %    | 1.225       |
| 11                                                               | Zürich                  | 66.610          | ▲3,83 %     | 64.153          | 1.245       | ▲2,81 %     | 1.211       |
| 12                                                               | Hurghada                | 62.300          | ▲32,25 %    | 47.106          | 381         | ▲34,63 %    | 283         |
| 13                                                               | Budapest                | 57.249          | ▼-2,95 %    | 58.991          | 519         | ▼-4,6 %     | 544         |
| 14                                                               | Heraklion               | 50.260          | ▲32,37 %    | 37.970          | 341         | ▲52,23 %    | 224         |
| 15                                                               | Rom-Ciampino            | 49.773          | ▼-16,08 %   | 59.307          | 301         | ▼-17,31 %   | 364         |
| 16                                                               | Bergamo                 | 43.181          | ▼-14,72 %   | 50.637          | 285         | ▼-20,61 %   | 359         |
| 17                                                               | Manchester              | 43.170          | ▼-15,79 %   | 51.263          | 275         | ▼-22,75 %   | 356         |
| 18                                                               | Berlin-Tegel            | 43.127          | ▼-58,97 %   | 105.102         | 946         | ▼-38,93 %   | 1.549       |
| 19                                                               | Madrid                  | 33.517          | ▲24,38 %    | 26.948          | 203         | ▲23,78 %    | 164         |
| 20                                                               | Wien                    | 33.055          | ▼-15,53 %   | 39.131          | 531         | ▼-4,5 %     | 556         |
| 21                                                               | Fuerteventura           | 26.575          | ▼-13,28 %   | 30.644          | 195         | ▼-14,1 %    | 227         |
| 22                                                               | Thessaloniki            | 24.795          | ▲148,45 %   | 9.980           | 175         | ▲136,49 %   | 74          |
| 23                                                               | Barcelona               | 24.272          | ▲13,57 %    | 21.371          | 182         | ▲11,66 %    | 163         |
| 24                                                               | Sibiu                   | 24.163          | ▲23,99 %    | 19.488          | 154         | ▲11,59 %    | 138         |
| 25                                                               | Krakau/Kraków           | 22.333          | Route neu   | 0               | 149         | Route neu   | 0           |
| In dieser Statistik sind nur Starts enthalten. (Keine Landungen) |                         |                 |             |                 |             |             |             |

| Rang                                                             | Ziel           | Passagiere 2018 | Veränderung | Passagiere 2017 | Starts 2018 | Veränderung | Starts 2017 |
| ---------------------------------------------------------------- | -------------- | --------------- | ----------- | --------------- | ----------- | ----------- | ----------- |
| 1                                                                | Deutschland    | 421.201         | ▼-20,03 %   | 526.725         | 6.923       | ▼-18,16 %   | 8.459       |
| 2                                                                | Spanien        | 334.007         | ▲8,45 %     | 307.995         | 2.360       | ▲8,26 %     | 2.180       |
| 3                                                                | Türkei         | 328.224         | ▲44,44 %    | 227.246         | 2.132       | ▲34,17 %    | 1.589       |
| 4                                                                | Großbritannien | 142.177         | ▼-5,4 %     | 150.288         | 1.007       | ▼-17,19 %   | 1.216       |
| 5                                                                | Italien        | 141.518         | ▼-2,41 %    | 145.017         | 949         | ▼-3,95 %    | 988         |
| 6                                                                | Griechenland   | 122.598         | ▲22,87 %    | 99.778          | 893         | ▲39,1 %     | 642         |
| 7                                                                | Frankreich     | 99.373          | ▲14,3 %     | 86.943          | 1.578       | ▲8,45 %     | 1.455       |
| 8                                                                | Niederlande    | 98.607          | ▲2,96 %     | 95.768          | 1.204       | ▼-3,14 %    | 1.243       |
| 9                                                                | Ägypten        | 88.891          | ▲50,09 %    | 59.225          | 569         | ▲56,75 %    | 363         |
| 10                                                               | Schweiz        | 66.694          | ▲3,64 %     | 64.352          | 1.286       | ▲2,47 %     | 1.255       |
| 11                                                               | Rumänien       | 62.091          | ▲8,25 %     | 57.360          | 380         | ▲3,83 %     | 366         |
| 12                                                               | Ungarn         | 57.452          | ▼-2,79 %    | 59.101          | 531         | ▼-3,63 %    | 551         |
| 13                                                               | Bulgarien      | 41.131          | ▲5,75 %     | 38.896          | 287         | ▲11,67 %    | 257         |
| 14                                                               | Polen          | 36.517          | ▲759,02 %   | 4.251           | 539         | ▲1.247,5 %  | 40          |
| 15                                                               | Österreich     | 33.253          | ▼-15,16 %   | 39.194          | 593         | ▼-1,33 %    | 601         |
| In dieser Statistik sind nur Starts enthalten. (Keine Landungen) |                |                 |             |                 |             |             |             |

#### 2023
| Rang | Ziel              | Passagiere 2023 |
| ---- | ----------------- | --------------- |
| 1    | Antalya           | 505.700         |
| 2    | Palma de Mallorca | 430.000         |
| 3    | Istanbul (IST)    | 225.400         |
| 4    | Frankfurt         | 206.800         |
| 5    | Amsterdam         | 168.000         |

## Online-Aktivitäten
Der Flughafen Nürnberg präsentiert sich im Internet auf der Videoplattform YouTube. Auf einem eigenen Kanal zeigt er unter dem Titel EinBlicke aktuelle Videomagazinbeiträge von Ereignissen und Events rund um den Flughafen Nürnberg. Über Neuigkeiten und Wissenswertes informiert die Flughafenverwaltung auch über Twitter. Darüber hinaus ist der Flughafen Nürnberg auch in Facebook und Instagram aktiv.
Über eine Webcam gewährt der Flughafen Nürnberg Einblicke auf das Abfertigungsgeschehen am Hauptvorfeld.

## Luftrettung

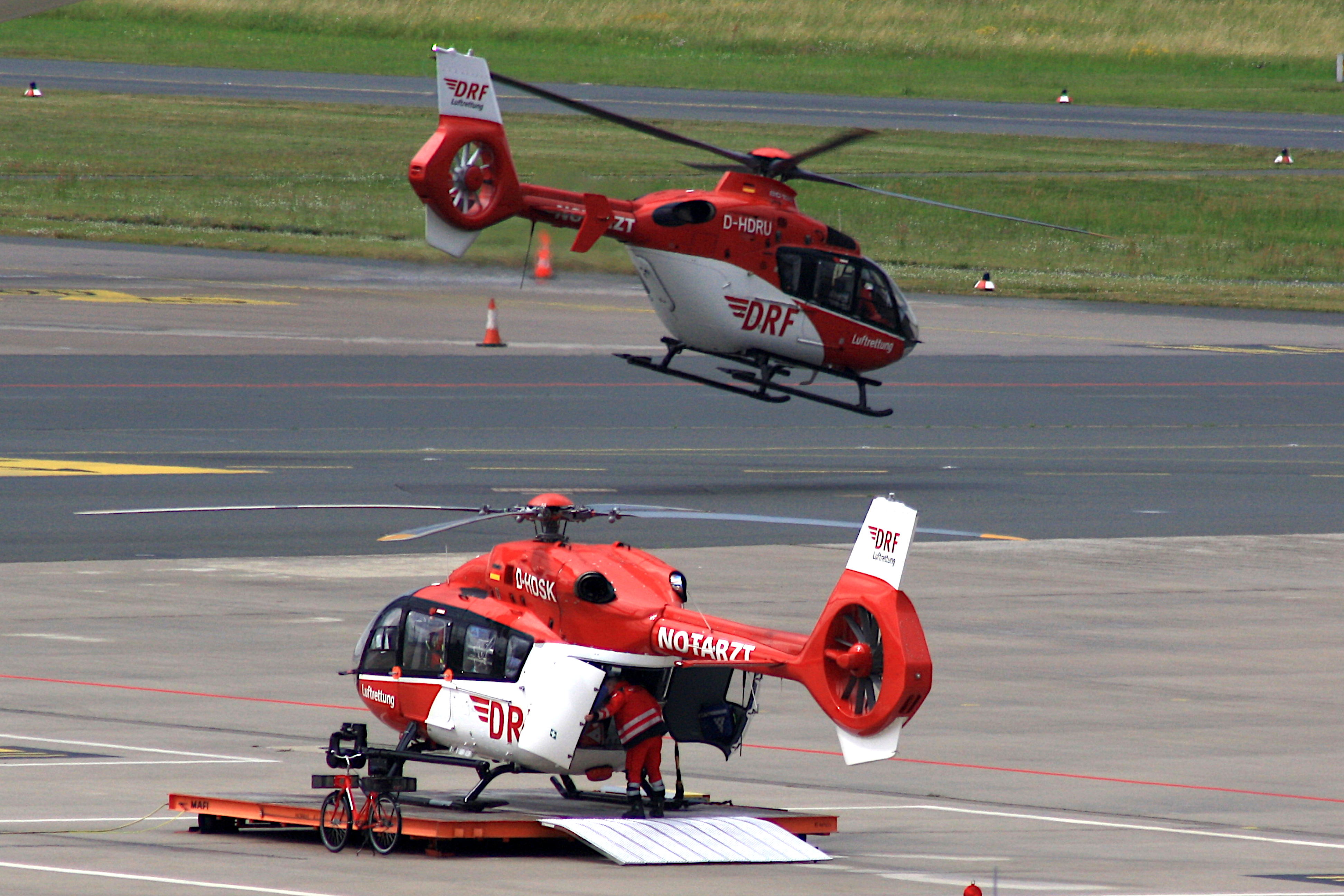
Der Rettungshubschrauber „Christoph 27“ beim Start. Im Vordergrund befindet sich der Intensivtransporthubschrauber „Christoph Nürnberg“.

Die Geschichte der Luftrettung am Flughafen Nürnberg begann im Juli 1968, damals noch als Modellversuch. Vom Luftrettungs-Zentrum am Flughafen Nürnberg aus operiert die DRF Luftrettung mit je einem Rettungs- und einem Intensivtransporthubschrauber. Für den Rettungshubschrauber Christoph 27 wird ein Airbus Helicopters H145 mit Rettungswinde und für den Intensivtransporthubschrauber Christoph Nürnberg ein Airbus Helicopters H145 eingesetzt. Die Hubschrauber leisten zusammen gut 1500 Einsätze pro Jahr. Daneben hat die FAI rent-a-jet ihren Sitz am Flughafen Nürnberg und betreibt dort mehrere Learjets und Challenger 604 für internationale Ambulanzflüge. Am 5. September 2016 fand der erste Spatenstich für einen neuen Hangar von FAI statt, dessen Abstellflächen nach der Fertigstellung des Gebäudes vermietet werden sollen.

## Zwischenfälle
Im Bereich des Flughafens Nürnberg kam es von 1955 bis einschließlich 2021 zu fünf Totalverlusten von Flugzeugen. Bei drei davon wurden insgesamt 8 Menschen getötet. Beispiele:
- Im August 1966 brach bei der Landung einer Convair Metropolitan ein Bugrad. Zwei Passagiere verletzten sich beim Versuch, vor dem Ausfahren der Fahrgasttreppen auszusteigen.[107]
- Am 6. Mai 1974 kollidierte eine Douglas DC-6A der isländischen Fragtflug (Luftfahrtkennzeichen TF-OAE) im Anflug auf den Flughafen Nürnberg etwa 4 km vor der Landebahn einige Bäume und stürzte dann in Rückenlage ab. Möglicher Grund war Vereisung; außerdem wurde bei der Obduktion des Kapitäns eine Blutalkoholkonzentration festgestellt, die zwischen 1,2 und 2,5 Promille lag. Alle drei Besatzungsmitglieder, die einzigen Insassen des aus Nizza kommenden Frachtflugs, wurden getötet (siehe auch Flugunfall einer Douglas DC-6 der Fragtflug bei Nürnberg).[108]